# فهرست فیلم‌های پیکسار
استودیو انیمیشن پیکسار یک شرکت پویانمایی رایانه‌ای سی‌جی‌آی آمریکایی است که در امری ویل، کالیفرنیا، ایالات متحده آمریکا مستقر است. پیکسار ۲۸ فیلم سینمایی منتشر کرده است، که همگی توسط استودیوی استودیو سینمایی والت دیزنی از طریق ناشر والت دیزنی پیکچرز منتشر شده‌اند، اولین آن‌ها داستان اسباب‌بازی در ۱۹۹۵ (اولین فیلم بلند CGI در تاریخ که تاکنون منتشر شده) و آخرین آن‌ها درون و بیرون ۲ (۲۰۲۴) است.
فیلم‌های آینده آن شامل الیو در سال ۲۰۲۵، و داستان اسباب‌بازی ۵ در سال ۲۰۲۶ است. علاوه بر این، دو فیلم اعلام‌نشده قرار است به ترتیب در تاریخ ۶ مارس ۲۰۲۶ و ۱۸ ژوئن ۲۰۲۷ اکران شوند.

## فیلم‌شناسی

### منتشرشده
| #         | فیلم               | تاریخ انتشار   | کارگردان                 | فیلمنامه                                                        | داستان | تهیه‌کننده                       | موسیقی                             |
| اکران شده | اکران شده          | اکران شده      | اکران شده                | اکران شده                                                       | اکران شده                                                                                                  | اکران شده                       | اکران شده                          |
| --------- | ------------------ | -------------- | ------------------------ | --------------------------------------------------------------- | --- | ------------------------------- | ---------------------------------- |
| ۱         | داستان اسباب‌بازی   | ۲۲ نوامبر ۱۹۹۵ | جان لستر                 | جوئل کوهن، الک سوکولو، اندرو استنتون و جاس ویدون                | پیت داکتر، جان لستر، جو رنفت و اندرو استنتون                                                               | بونی آرنولد و رالف گوگنهایم     | رندی نیومن                         |
| ۲         | زندگی یک حشره      | ۲۵ نوامبر ۱۹۹۸ | جان لستر                 | دونالد مک نیری، باب شاو و اندرو استنتون                         | جان لستر، جو رنفت و اندرو استنتون                                                                          | دارلا کی. اندرسون و کوین رهر    | رندی نیومن                         |
| ۳         | داستان اسباب‌بازی ۲ | ۲۴ نوامبر ۱۹۹۹ | جان لستر                 | داگ چمبرلین، ریتا هسیائو، اندرو استنتون و کریس وب               | آش برانون، پیت داکتر، جان لستر و اندرو استنتون                                                             | کارن رابرت جکسون و هلن پلوتکین  | رندی نیومن                         |
| ۴         | شرکت هیولاها       | ۲ نوامبر ۲۰۰۱  | پیت داکتر                | دن گرسون و اندرو استنتون                                        | جیل کالتن، پیت داکتر، رالف اگلستونو جف پیجون                                                               | دارلا کی. اندرسون               | رندی نیومن                         |
| ۵         | در جستجوی نمو      | ۳۰ مه ۲۰۰۳     | اندرو استنتون            | باب پیترسون، دیوید رینولدز و اندرو استنتون                      | اندرو استنتون                                                                                              | گراهام والترز                   | توماس نیومن                        |
| ۶         | شگفت‌انگیزان        | ۵ نوامبر ۲۰۰۴  | برد برد                  | برد برد                                                         | برد برد | جان واکر                        | مایکل جاکینو                       |
| ۷         | ماشین‌ها            | ۹ ژوئن ۲۰۰۶    | جان لستر                 | دن فوگلمن، یورگن کلوبین، جان لستر، فیل لورین، کیل موری وجو رنفت | جان لستر، یورگن کلوبین و جو رنفت                                                                           | دارلا کی. اندرسون               | رندی نیومن                         |
| ۸         | راتاتویی           | ۲۹ ژوئن ۲۰۰۷   | برد برد                  | برد برد                                                         | برد برد، جیم کاپوبیانکو و جان پینکوا                                                                       | برد لوئیس                       | مایکل جاکینو                       |
| ۹         | وال-ئی             | ۲۷ ژوئن ۲۰۰۸   | اندرو استنتون            | جیم راردون و اندرو استنتون                                      | پیت داکتر و اندرو استنتون                                                                                  | جیم موریس                       | توماس نیومن                        |
| ۱۰        | بالا               | ۲۹ مه ۲۰۰۹     | پیت داکتر                | پیت داکتر و باب پیترسون                                         | پیت داکتر، توماس مک‌کارتی و باب پیترسون                                                                     | جوناس ریورا                     | مایکل جاکینو                       |
| ۱۱        | داستان اسباب‌بازی ۳ | ۱۸ ژوئن ۲۰۱۰   | لی آنکریچ                | مایکل آرندت                                                     | جان لستر، اندرو استنتون و لی آنکریچ                                                                        | دارلا کی. اندرسون               | رندی نیومن                         |
| ۱۲        | ماشین‌ها ۲          | ۲۴ ژوئن ۲۰۱۱   | جان لستر                 | بن کوئین                                                        | دن فوگلمن، جان لستر و برد لوئیس                                                                            | دنیز ریم                        | مایکل جاکینو                       |
| ۱۳        | دلیر               | ۲۲ ژوئن ۲۰۱۲   | مارک اندروز و برندا چپمن | مارک اندروز، برندا چپمن، ایرنه مکیو، استیو پورسل                | برندا چپمن                                                                                                 | کاترین سارافیان                 | پاتریک دویل                        |
| ۱۴        | دانشگاه هیولاها    | ۲۱ ژوئن ۲۰۱۳   | دن اسکنلون               | رابرت ال. برد برد، دن گرسون و دن اسکنلون                        | رابرت ال. برد برد، دن گرسون و دن اسکنلون                                                                   | کوری رائه                       | رندی نیومن                         |
| ۱۵        | درون و بیرون       | ۱۹ ژوئن ۲۰۱۵   | پیت داکتر                | جاش کولی، پیت داکتر و مگ لفاوه                                  | پیت داکتر و رونی دل کارمن                                                                                  | جوناس ریورا                     | مایکل جاکینو                       |
| ۱۶        | دایناسور خوب       | ۲۵ نوامبر ۲۰۱۵ | پیتر سون                 | مگ لفاوه                                                        | پیتر سون، اریک بنسون، مگ لفاوه، کلسی مان و باب پیترسون                                                     | دنیز ریم                        | جف دانا و میخائل دانا              |
| ۱۷        | در جستجوی دوری     | ۱۷ ژوئن ۲۰۱۶   | اندرو استنتون            | اندرو استنتون و ویکتوریا استروز                                 | اندرو استنتون                                                                                              | لیندزی کالینز                   | توماس نیومن                        |
| ۱۸        | ماشین‌ها ۳          | ۱۶ ژوئن ۲۰۱۷   | برایان فی                | کیل موری، باب پیترسون و مایک ریچ                                | Fee, ایال پودل، بن کوئین و جوناتون ای استوارت                                                              | کوین رهر                        | رندی نیومن                         |
| ۱۹        | کوکو               | ۲۲ نوامبر ۲۰۱۷ | Lee لی آنکریچ            | متیو آلدریچ و آدریان مولینا                                     | متیو آلدریچ، جیسون کاتز، آدریان مولینا و لی آنکریچ                                                         | دارلا کی. اندرسون               | مایکل جاکینو                       |
| ۲۰        | شگفت‌انگیزان ۲      | ۱۵ ژوئن ۲۰۱۸   | برد برد                  | برد برد                                                         | برد برد | نیکول پارادیس گریندل و جان واکر | مایکل جاکینو                       |
| ۲۱        | داستان اسباب‌بازی ۴ | ۲۱ ژوئن ۲۰۱۹   | جاش کولی                 | استفانی فولسوم و اندرو استنتون                                  | جاش کولی، استفانی فولسوم، مارتین هاینز، رشیدا جونز، والری لاپوینت، جان لستر، ویل مک کورماک و اندرو استنتون | مارک نیلسن و جوناس ریورا        | رندی نیومن                         |
| ۲۲        | به پیش             | ۶ مارس ۲۰۲۰    | دن اسکانلون              | کیت بونین، جیسون هدلی و دن اسکنلون                              | کیت بونین، جیسون هدلی و دن اسکنلون                                                                         | کوری رائه                       | جف دانا و میخائل دانا              |
| ۲۳        | روح                | ۲۵ دسامبر ۲۰۲۰ | پیت داکتر                | پیت داکتر، مایک جونز و کمپ پودرز                                | پیت داکتر، مایک جونز و کمپ پودرز                                                                           | دانا موری                       | جون باتیست، ترنت رزنر و آتیکوس راس |
| ۲۴        | لوکا               | ۱۸ ژوئن ۲۰۲۱   | انریکو کازاروزا          | جسی اندروز، کازاروسا و سایمون استفنسون                          | اندروز و مایک جونز                                                                                         | آندره وارن                      | دان رومر                           |
| ۲۵        | قرمز شدن           | ۱۱ مارس ۲۰۲۲   | دومی شی                  | جولیا چو، شی و سارا استریچر                                     | چو و شی | لیندسی کالینز                   | لودویگ گورانسون                    |
| ۲۶        | لایت‌یر             | ۱۷ ژوئن ۲۰۲۲   | آنگوس مک‌لین              | متیو آلدریچ، جیسون هدلی و مک‌لین                                 | هدلی و مک لین                                                                                              | گالین سوزمن                     | مایکل جیاکینو                      |
| ۲۷        | المنتال            | ۱۶ ژوئن ۲۰۲۳   | Peter Sohn               | John Hoberg, Kat Likkel, Brenda Hsueh & Sohn                    | Hoberg, Likkel & Hsueh                                                                                     | Denise Ream                     | Thomas Newman                      |
| ۲۸        | درون و بیرون ۲     | ۱۴ ژوئن ۲۰۲۴   | Kelsey Mann              | Meg LeFauve & Mann                                              | Dave Holstein & LeFauve                                                                                    | Mark Nielsen                    | Andrea Datzman                     |

### آینده
| تاریخ پخش    | عنوان              | کارگردان(ها)                                          | نویسنده‌(ها) | نویسنده‌(ها) | تهیه‌کننده(ها)    | آهنگساز(ها) | وضعیت          | منبع                    |
| تاریخ پخش    | عنوان              | کارگردان(ها)                                          | داستان      | فیلم‌نامه    | تهیه‌کننده(ها)    | آهنگساز(ها) | وضعیت          | منبع                    |
| ------------ | ------------------ | ----------------------------------------------------- | ----------- | ----------- | ---------------- | ----------- | -------------- | ----------------------- |
| ۱۳ ژوئن ۲۰۲۵ | الیو               | Adrian Molina                                         | ن/م         | ن/م         | Mary Alice Drumm | ن/م         | در مراحل تولید | [ ۳ ] [ ۴ ] [ ۵ ]       |
| ۱۹ ژوئن ۲۰۲۶ | داستان اسباب‌بازی ۵ | Andrew Stantonبه کارگردانی مشترک: McKenna Jean Harris | ن/م         | ن/م         | ن/م              | ن/م         | در مراحل تولید | [ ۶ ] [ ۷ ] [ ۸ ] [ ۹ ] |

### پروژه‌های در حال توسعه
برایان فی، کریستن لستر، اپتون کوربین و روزانا سالیوان در حال کار بر روی فیلم‌های سینمایی بدون عنوان خود هستند. در سال ۲۰۱۸، باشگاه فوتبال بارسلونا برای ساخت یک فیلم با پیکسار وارد گفتگو شد.

### چرخه ساخت
در ژوئیه ۲۰۱۳، ادوین کتمول، رئیس استودیوی پیکسار گفت به عنوان بخشی از استراتژی انتشار "یک و نیم فیلم در سال"، پیکسار قصد دارد هر سال یک فیلم اورجینال و یک دنباله را منتشر کند." در تاریخ ۳ ژوئیه ۲۰۱۶، جیم موریس، رئیس پیکسار اعلام کرد که پس از فیلم داستان اسباب بازی ۴، دیگر برنامه ای برای ساخت دنباله‌های بعدی وجود ندارد و پیکسار فقط در حال توسعه ایده‌های اورجینال با پنج فیلم در دست ساخت است.

### پروژه‌های لغو شده
در سال ۱۹۸۵، زمانی که اعضاء پیکسار هنوز در لوکاس فیلم عضو بودند، پیش تولید فیلمی به نام میمون را آغاز کردند. بعد از شروع به کار به عنوان یک شرکت جدید در سال ۱۹۸۶ آنان هنوز بر روی آن کار می‌کردند ولی در پایان متوجه شدند که بخاطر محدودیت‌های فنی مجبور به کنار گذاشتن فیلم هستند.
در سال ۲۰۰۵، پیکسار شروع به همکاری با دیزنی و برادران وارنر جهت ساخت یک فیلم اقتباسی از رمان ۱۹۰۶ جیمز دالساندرو با کارگردانی برد برد کرد. این اولین حضور پیکسار جهت ساخت یک فیلم لایو-اکشن بود. دیزنی و پیکسار به دلیل مشکلات فیلمنامه ای و بودجه تقریبی ۲۰۰ میلیون دلاری پروژه را ترک کردند و در وضعیت برادران وارنر در هاله ای از ابهام است. با این حال، در ژوئن ۲۰۱۸، برد برد از امکان اقتباس از این رمان به عنوان یک مجموعه تلویزیونی یا یک عنوان داستانی بلند-اکشن یاد کرد.
یک فیلم پیکسار با عنوان Newt (که قرار بود به کارگردانی گری رایدستورم ساخته شود) در آوریل ۲۰۰۸ معرفی شد و پیکسار قصد داشت آن را در سال ۲۰۱۱ اکران کند، که بعداً تا سال ۲۰۱۲ تأخیر خورد، اما سرانجام در اوایل سال ۲۰۱۰ پروژه کلا لغو شد. جان لستر گفت که طرح داستانی پیشنهادی این فیلم شبیه به فیلم ریو ساخت بلو اسکای استودیو بود که در سال ۲۰۱۱ اکران شد. در مصاحبه ای در مارس ۲۰۱۴ ادوین کاتمول رئیس استودیو پیکسار، اظهار داشت که Newt ایده ای بود که فیلم آن در پیش تولید زیاد جالب نبود. هنگامی که این پروژه به پیت داکتر، کارگردان فیلم‌های شرکت هیولاها و بالا منتقل شد، او ایده ای ارائه داد که پیکسار فکر کرد بهتر است و این مفهوم به فیلم درون و بیرون تبدیل شد.
در سال ۲۰۱۰، هنری سیلیک با پیکسار سرمایه‌گذاری مشترکی به نام Cinderbiter Productions ایجاد کرد که قرار بود به‌طور انحصاری فیلم‌های استاپ موشن تولید کند. اولین پروژه تحت معامله، فیلمی با عنوان ShadeMaker قرار بود در ۴ اکتبر ۲۰۱۳ اکران شود، اما به دلیل اختلافات در اوت ۲۰۱۲ لغو شد. اقتباسی از رمان کتاب گورستان نیل گیمن نیز در نظر گرفته شده بود. به هنری سیلیک این امکان داده شد که ShadeMaker (اکنون عنوان Shadow King) را به استودیوهای دیگر بفروشد.در ژانویه ۲۰۱۳، ران هوارد برای کارگردانی کتاب قبرستان استخدام شد.
علاوه بر این، هنگامی که پیکسار بر روی انیمیشن Circle 7 کار می‌کرد، برنامه‌هایی برای دنباله‌های در جستجوی نمو (که پیکسار آن را با نام در جستجوی دوری ساخت) و شرکت هیولاها (که پیکسار آن را به اسم دانشگاه هیولاها ساخت) وجود داشت. همچنین برنامه ساخت نسخه دیگری از داستان اسباب بازی ۳ نیز وجود داشت. دنباله‌های بعدی پیکسار هیچ پایه ای در پروژه‌های Circle 7 نداشتند و کاملاً جداگانه ساخته شدند.

### تولید مشترک
Buzz Lightyear of Star Command: The Adventure Begins یک فیلم انیمیشن است که توسط کمپانی تلویزیونی والت دیزنی منتشر و توسط پیکسار تولید ساخته شد. این فیلم در ۸ اوت ۲۰۰۰ اکران شد و منجر به ساخت یک مجموعه تلویزیونی شد.

### همکاری
پیکسار در بومی سازی چندین فیلم استودیو جیبوری، به ویژه فیلم‌های هایائو میازاکی، به انگلیسی کمک کرد.
پیکسار برای تنظیم دقیق فیلمنامه ماپت‌ها همکاری کرد. این فیلم در ۲۳ نوامبر ۲۰۱۱ اکران شد.
پیکسار در ساخت داستان فیلم کتاب جنگل و ارائه پیشنهادهایی برای سکانس تیتراژ پایانی فیلم همکاری کرد. این فیلم در تاریخ ۱۵ آوریل ۲۰۱۶ منتشر شد. اعتبار ویژه تشکر ویژه به مارک اندروز داده شد.
بازگشت مری پاپینز شامل توالی ترکیبی از انیمیشن زنده و سنتی است. نظارت بر انیمیشن توسط کن دانکن و جیمز باکستر انجام شد. بیش از ۷۰ انیماتور متخصص در انیمیشن دو بعدی دستی پیکسار و استودیو انیمیشن والت دیزنی برای ساخت این فیلم استخدام شدند. این فیلم در تاریخ ۱۹ دسامبر ۲۰۱۸ اکران شد.

### تولیدات مرتبط
فیلم هواپیماها توسط دیزنی تون استودیوز که اکنون تعطیل شده، به تهیه کنندگی و نویسندگی جان لستر ساخته شد. این فیلم از فیلم کوتاه Air Mater ساخته شده‌است. فیلم در ۹ اوت ۲۰۱۳ اکران شد. دنباله آن، هواپیماها: آتش و نجات، در ۱۸ ژوئیه ۲۰۱۴ اکران شد. برنامه ساخت دنباله فیلم هواپیماها در ژوئیه ۲۰۱۷ اعلام شد و تاریخ اکران آن ۱۲ آوریل ۲۰۱۹ برنامه‌ریزی شد، اما در تاریخ ۱ مارس ۲۰۱۸ از برنامه اکران حذف شد. سرانجام با تعطیلی دیزنی تون استودیوز در ۲۸ ژوئن ۲۰۱۸، این فیلم لغو شد.

## بازتاب‌ها

### گیشه
| فیلم               | بودجه           | گیشه ناخالص           | گیشه ناخالص    | گیشه ناخالص    | Ref(s)        |
| فیلم               | بودجه           | ایالات متحده و کانادا | سرزمینهای دیگر | جهانی          | Ref(s)        |
| ------------------ | --------------- | --------------------- | -------------- | -------------- | ------------- |
| داستان اسباب‌بازی   | $۳۰ میلیون      | $۱۹۱٬۷۹۶٬۲۳۳          | $۱۸۱٬۷۵۷٬۸۰۰   | $۳۷۳٬۵۵۴٬۰۳۳   | [ ۴۲ ] [ ۴۳ ] |
| زندگی یک حشره      | $۱۲۰ میلیون     | $۱۶۲٬۷۹۸٬۵۶۵          | $۲۰۰٬۴۶۰٬۲۹۴   | $۳۶۳٬۲۵۸٬۸۵۹   | [ ۴۴ ]        |
| داستان اسباب‌بازی ۲ | $۹۰ میلیون      | $۲۴۵٬۸۵۲٬۱۷۹          | $۲۵۱٬۵۲۲٬۵۹۷   | $۴۹۷٬۳۷۴٬۷۷۶   | [ ۴۵ ]        |
| شرکت هیولاها       | $۱۱۵ میلیون     | $۲۸۹٬۹۱۶٬۲۵۶          | $۳۴۲٬۴۰۰٬۳۹۳   | $۶۳۲٬۳۱۶٬۶۴۹   | [ ۴۶ ]        |
| در جستجوی نمو      | $۹۴ میلیون      | $۳۳۹٬۷۱۴٬۹۷۸          | $۵۳۱٬۳۰۰٬۰۰۰   | $۸۷۱٬۰۱۴٬۹۷۸   | [ ۴۷ ]        |
| شگفت‌انگیزان        | $۹۲ میلیون      | $۲۶۱٬۴۴۱٬۰۹۲          | $۳۷۰٬۱۶۵٬۶۲۱   | $۶۳۱٬۶۰۶٬۷۱۳   | [ ۴۸ ]        |
| ماشین‌ها            | $۱۲۰ میلیون     | $۲۴۴٬۰۸۲٬۹۸۲          | $۲۱۷٬۹۰۰٬۱۶۷   | $۴۶۱٬۹۸۳٬۱۴۹   | [ ۴۹ ]        |
| راتاتویی           | $۱۵۰ میلیون     | $۲۰۶٬۴۴۵٬۶۵۴          | $۴۱۷٬۲۸۰٬۴۳۱   | $۶۲۳٬۷۲۶٬۰۸۵   | [ ۵۰ ]        |
| وال-ئی             | $۱۸۰ میلیون     | $۲۲۳٬۸۰۸٬۱۶۴          | $۲۹۷٬۵۰۳٬۶۹۶   | $۵۲۱٬۳۱۱٬۸۶۰   | [ ۵۱ ]        |
| بالا               | $۱۷۵ میلیون     | $۲۹۳٬۰۰۴٬۱۶۴          | $۴۴۲٬۰۹۴٬۹۱۸   | $۷۳۵٬۰۹۹٬۰۸۲   | [ ۵۲ ]        |
| داستان اسباب‌بازی ۳ | $۲۰۰ میلیون     | $۴۱۵٬۰۰۴٬۸۸۰          | $۶۵۱٬۹۶۴٬۸۲۳   | $۱٬۰۶۶٬۹۶۹٬۷۰۳ | [ ۵۳ ]        |
| ماشین‌ها ۲          | $۲۰۰ میلیون     | $۱۹۱٬۴۵۲٬۳۹۶          | $۳۶۸٬۴۰۰٬۰۰۰   | $۵۵۹٬۸۵۲٬۳۹۶   | [ ۵۴ ]        |
| دلیر               | $۱۸۵ میلیون     | $۲۳۷٬۲۸۳٬۲۰۷          | $۳۰۱٬۷۰۰٬۰۰۰   | $۵۳۸٬۹۸۳٬۲۰۷   | [ ۵۵ ]        |
| دانشگاه هیولاها    | $۲۰۰ میلیون     | $۲۶۸٬۴۹۲٬۷۶۴          | $۴۷۵٬۰۶۶٬۸۴۳   | $۷۴۳٬۵۵۹٬۶۰۷   | [ ۵۶ ] [ ۵۷ ] |
| درون و بیرون       | $۱۷۵ میلیون     | $۳۵۶٬۴۶۱٬۷۱۱          | $۵۰۱٬۱۴۹٬۴۶۳   | $۸۵۷٬۶۱۱٬۱۷۴   | [ ۵۸ ]        |
| دایناسور خوب       | $۱۷۵ میلیون     | $۱۲۳٬۰۸۷٬۱۲۰          | $۲۰۹٬۱۲۰٬۵۵۱   | $۳۳۲٬۲۰۷٬۶۷۱   | [ ۵۹ ] [ ۶۰ ] |
| در جستجوی دوری     | $۲۰۰ میلیون     | $۴۸۶٬۲۹۵٬۵۶۱          | $۵۴۲٬۲۷۵٬۳۲۸   | $۱٬۰۲۸٬۵۷۰٬۸۸۹ | [ ۶۱ ] [ ۶۲ ] |
| ماشین‌ها ۳          | $۱۷۵ میلیون     | $۱۵۲٬۹۰۱٬۱۱۵          | $۲۳۱٬۰۲۹٬۵۴۱   | $۳۸۳٬۹۳۰٬۶۵۶   | [ ۶۳ ] [ ۶۴ ] |
| کوکو               | $۱۷۵ میلیون     | $۲۰۹٬۷۲۶٬۰۱۵          | $۵۹۷٬۳۵۶٬۱۸۱   | $۸۰۷٬۰۸۲٬۱۹۶   | [ ۶۵ ] [ ۶۶ ] |
| شگفت‌انگیزان ۲      | $۲۰۰ میلیون     | $۶۰۸٬۵۸۱٬۷۴۴          | $۶۳۴٬۲۲۳٬۶۱۵   | $۱٬۲۴۲٬۸۰۵٬۳۵۹ | [ ۶۷ ] [ ۶۸ ] |
| داستان اسباب‌بازی ۴ | $۲۰۰ میلیون     | $۴۳۴٬۰۳۸٬۰۰۸          | $۶۳۹٬۳۵۶٬۵۸۵   | $۱٬۰۷۳٬۳۹۴٬۵۹۳ | [ ۶۹ ] [ ۷۰ ] |
| به پیش             | $۱۷۵–۲۰۰ میلیون | $۶۱٬۵۵۵٬۱۴۵           | $۸۰٬۰۸۹٬۶۶۲    | $۱۴۱٬۶۴۴٬۸۰۷   | [ ۷۱ ]        |
| روح                | $۱۵۰ میلیون     | —                     | $۳۲٬۵۰۰٬۰۰۰    | $۳۲٬۵۰۰٬۰۰۰    | [ ۷۲ ]        |

### امتیازات
| فیلم               | راتن تومیتوز | متاکریتیک | سینماسکور | جوایز گزینش منتقدان فیلم |
| ------------------ | ------------ | --------- | --------- | ------------------------ |
| داستان اسباب‌بازی   | ۱۰۰٪         | ۹۵/۱۰۰    | A         | —                        |
| زندگی یک حشره      | ۹۲٪          | ۷۷/۱۰۰    | A         | —                        |
| داستان اسباب‌بازی ۲ | ۱۰۰٪         | ۸۸/۱۰۰    | A+        | ۱۰۰/۱۰۰                  |
| شرکت هیولاها       | ۹۶٪          | ۷۹/۱۰۰    | A+        | ۹۲/۱۰۰                   |
| در جستجوی نمو      | ۹۹٪          | ۹۰/۱۰۰    | A+        | ۹۷/۱۰۰                   |
| شگفت‌انگیزان        | ۹۷٪          | ۹۰/۱۰۰    | A+        | ۸۸/۱۰۰                   |
| ماشین‌ها            | ۷۴٪          | ۷۳/۱۰۰    | A         | ۸۹/۱۰۰                   |
| راتاتویی           | ۹۶٪          | ۹۶/۱۰۰    | A         | ۹۱/۱۰۰                   |
| وال-ئی             | ۹۵٪          | ۹۵/۱۰۰    | A         | ۹۰/۱۰۰                   |
| بالا               | ۹۸٪          | ۸۸/۱۰۰    | A+        | ۹۵/۱۰۰                   |
| داستان اسباب‌بازی ۳ | ۹۸٪          | ۹۲/۱۰۰    | A         | ۹۷/۱۰۰                   |
| ماشین‌ها ۲          | ۳۹٪          | ۵۷/۱۰۰    | A−        | ۶۷/۱۰۰                   |
| دلیر               | ۷۸٪          | ۶۹/۱۰۰    | A         | ۸۱/۱۰۰                   |
| دانشگاه هیولاها    | ۸۰٪          | ۶۵/۱۰۰    | A         | ۷۹/۱۰۰                   |
| درون و بیرون       | ۹۸٪          | ۹۴/۱۰۰    | A         | ۹۳/۱۰۰                   |
| دایناسور خوب       | ۷۶٪          | ۶۶/۱۰۰    | A         | ۷۵/۱۰۰                   |
| در جستجوی دوری     | ۹۴٪          | ۷۷/۱۰۰    | A         | ۸۹/۱۰۰                   |
| ماشین‌ها ۳          | ۶۹٪          | ۵۹/۱۰۰    | A         | ۶۶/۱۰۰                   |
| کوکو               | ۹۷٪          | ۸۱/۱۰۰    | A+        | ۸۹/۱۰۰                   |
| شگفت‌انگیزان ۲      | ۹۳٪          | ۸۰/۱۰۰    | A+        | ۸۶/۱۰۰                   |
| داستان اسباب‌بازی ۴ | ۹۷٪          | ۸۴/۱۰۰    | A         | ۹۴/۱۰۰                   |
| به پیش             | ۸۸٪          | ۶۱/۱۰۰    | A−        | ۷۹/۱۰۰                   |
| روح                | ۹۶٪          | ۸۳/۱۰۰    | —         | ۹۳/۱۰۰                   |

### جوایز اسکار
| فیلم               | جایزه اسکار بهترین فیلم | جایزه اسکار بهترین فیلم پویانمایی | جایزه اسکار بهترین فیلم‌نامه غیراقتباسی | جایزه اسکار بهترین فیلم‌نامه اقتباسی | جایزه اسکار بهترین موسیقی فیلم | جایزه اسکار بهترین ترانه | جایزه اسکار بهترین صداگذاری  | جایزه اسکار بهترین صداگذاری | بقیه                    |
| فیلم               | جایزه اسکار بهترین فیلم | جایزه اسکار بهترین فیلم پویانمایی | جایزه اسکار بهترین فیلم‌نامه غیراقتباسی | جایزه اسکار بهترین فیلم‌نامه اقتباسی | جایزه اسکار بهترین موسیقی فیلم | جایزه اسکار بهترین ترانه | جایزه اسکار بهترین تدوین صدا | جایزه اسکار بهترین صداگذاری | بقیه                    |
| ------------------ | ----------------------- | --------------------------------- | -------------------------------------- | ----------------------------------- | ------------------------------ | ------------------------ | ---------------------------- | --------------------------- | ----------------------- |
| داستان اسباب‌بازی   |                         | Award not yet introduced          | نامزدشده                               | Ineligible                          | نامزدشده                       | نامزدشده                 |                              |                             | Won Special Achievement |
| زندگی یک حشره      |                         | Award not yet introduced          |                                        | Ineligible                          | نامزدشده                       |                          |                              |                             |                         |
| داستان اسباب‌بازی ۲ |                         | Award not yet introduced          | Ineligible                             |                                     |                                | نامزدشده                 |                              |                             |                         |
| شرکت هیولاها       |                         | نامزدشده                          |                                        | Ineligible                          | نامزدشده                       | برنده                    | نامزدشده                     |                             |                         |
| در جستجوی نمو      |                         | برنده                             | نامزدشده                               | Ineligible                          | نامزدشده                       |                          | نامزدشده                     |                             |                         |
| شگفت‌انگیزان        |                         | برنده                             | نامزدشده                               | Ineligible                          |                                |                          | برنده                        | نامزدشده                    |                         |
| ماشین‌ها            |                         | نامزدشده                          |                                        | Ineligible                          |                                | نامزدشده                 |                              |                             |                         |
| راتاتویی           |                         | برنده                             | نامزدشده                               | Ineligible                          | نامزدشده                       |                          | نامزدشده                     | نامزدشده                    |                         |
| وال-ئی             |                         | برنده                             | نامزدشده                               | Ineligible                          | نامزدشده                       | نامزدشده                 | نامزدشده                     | نامزدشده                    |                         |
| بالا               | نامزدشده                | برنده                             | نامزدشده                               | Ineligible                          | برنده                          |                          | نامزدشده                     |                             |                         |
| داستان اسباب‌بازی ۳ | نامزدشده                | برنده                             | Ineligible                             | نامزدشده                            |                                | برنده                    | نامزدشده                     |                             |                         |
| ماشین‌ها ۲          |                         |                                   | Ineligible                             |                                     |                                |                          |                              |                             |                         |
| دلیر               |                         | برنده                             |                                        | Ineligible                          |                                |                          |                              |                             |                         |
| دانشگاه هیولاها    |                         |                                   | Ineligible                             |                                     |                                |                          |                              |                             |                         |
| درون و بیرون       |                         | برنده                             | نامزدشده                               | Ineligible                          |                                |                          |                              |                             |                         |
| دایناسور خوب       |                         |                                   |                                        | Ineligible                          |                                |                          |                              |                             |                         |
| در جستجوی دوری     |                         |                                   | Ineligible                             |                                     |                                |                          |                              |                             |                         |
| ماشین‌ها ۳          |                         |                                   | Ineligible                             |                                     |                                |                          |                              |                             |                         |
| کوکو               |                         | برنده                             |                                        | Ineligible                          |                                | برنده                    |                              |                             |                         |
| شگفت‌انگیزان ۲      |                         | نامزدشده                          | Ineligible                             |                                     |                                |                          |                              |                             |                         |
| داستان اسباب‌بازی ۴ |                         | برنده                             | Ineligible                             |                                     |                                | نامزدشده                 |                              |                             |                         |
| به پیش             |                         |                                   |                                        | Ineligible                          |                                |                          |                              |                             |                         |
| روح                |                         |                                   |                                        | Ineligible                          |                                |                          |                              |                             |                         |